# Handball-Bundesliga
Die Handball-Bundesliga (vollständiger Name nach dem Hauptsponsor Daikin Handball-Bundesliga) ist seit 1966 die höchste Spielklasse im bundesdeutschen Handball der Männer. In der Bundesliga werden im Ligasystem, bei dem jeder Verein in Hin- und Rückspielen gegen jeden anderen Verein antritt, der Deutsche Handballmeister sowie die Teilnehmer der Europapokalwettbewerbe ausgespielt. Die Handball-Bundesliga GmbH hat ihren Sitz in Köln und Präsident des Ligaverbandes der Handball-Bundesliga ist seit 2014 Uwe Schwenker. Geschäftsführer der Handball-Bundesliga ist seit 2003 Frank Bohmann. Erfolgreichster Verein der Bundesliga ist der THW Kiel, gefolgt vom VfL Gummersbach.
Von 1967 bis 1973 existierte zudem eine vom Deutschen Handballbund (DHB) ausgerichtete Feldhandball-Bundesliga, die in den Sommermonaten ausgespielt wurde.

## Modus und Ausrichtung

### Auf- und Abstiegsmodus

#### Bis 2010/11
Die beiden Erstplatzierten der 2. Bundesliga stiegen zum Saisonwechsel in die 1. Handball-Bundesliga auf. Die Zweitplatzierten spielten in Play-off-Spielen gegeneinander – der Sieger wiederum spielte gegen den Drittletzten der 1. Bundesliga. Die beiden Letztplatzierten der 1. Bundesliga stiegen direkt in die 2. Bundesliga ab.

#### 2011 bis 2017
Seit der Saison 2011/12 stiegen regulär die letzten drei Vereine der Abschlusstabelle direkt in die 2. Bundesliga ab und die ersten drei Vereine der 2. Bundesliga steigen direkt in die 1. Bundesliga auf.
2014/15 wurde ausnahmsweise mit 19 Mannschaften und mit 4 Absteigern gespielt. Grund war der Lizenzentzug für den HSV Hamburg, wodurch der eigentliche sportliche Absteiger, der HBW Balingen-Weilstetten, den freien Platz zugesprochen bekam. Später wurde der Lizenzentzug zurückgenommen, wodurch auch der HSV Hamburg wieder in der Bundesliga mitspielen durfte.

#### Seit 2017/18
Seit der Saison 2017/18 gibt es nur noch zwei Absteiger in die 2. Bundesliga; folglich steigen pro Saison auch nur zwei Vereine in die 1. Bundesliga auf. Ebenfalls dürfen nun 16 Spieler eingesetzt werden und es wurde ein einheitlicher Hallenboden eingeführt.
Wegen der COVID-19-Pandemie wurde die Saison 2019/20 am 21. April 2020 für beendet erklärt. Das Präsidium der Handball-Bundesliga e. V. beschloss, dass kein Verein aus der Bundesliga absteigt. Dennoch durften sowohl der Erst- als auch der Zweitplatzierte der 2. Bundesliga aufsteigen. Somit wurde die Bundesligasaison 2020/21 mit 20 Mannschaften bestritten.

### Unterbau
1981 wurde die 2. Bundesliga eingeführt, die seitdem in zwei Staffeln (Nord und Süd) ausgetragen wurde, in den Jahren 1991–1993 in drei Staffeln Nord, Mitte und Süd. Darunter folgten als dritte Ligen je eine Regionalliga der fünf Regionalverbände, die zum Teil zweistaffelig waren (Nordost 1992–1999, Südwest 1981–1998, West 1981–2000, Süd 1991–2000). Von 2000 bis 2005 betrieben die Regionalverbände gemeinsam eine sechsstaffelige Regionalliga. Bis 2000 unterhielt jeder Landesverband eine eigene viertklassige Oberliga. Die Regionalligen waren daher von insgesamt bis zu 22 Oberligen unterbaut (Situation von 1991 bis 2000, davor einschließlich der Stadtliga Berlin 17 Oberligen), von denen die Landesliga Berlin 1991/92 (Oberliga Berlin erst ab 1992/93) und die Oberliga Hessen von 1981 bis 2000 in zwei Staffeln spielten. Die Struktur konnte also in den obersten vier Spielklassen bis zu 37 Ligen bzw. Staffeln aufweisen (Saison 1991/92 mit zweigeteilter 1. Bundesliga und dreistaffeliger 2. Bundesliga 2-3-8-24). Bis zur Einleitung der Regionalligareform in den Jahren 1998 bis 2000 und dem Beginn der Zusammenlegung von Oberligen ab 2000 war die reguläre Struktur 1-2-9-23 (35 Ligen/Staffeln). Vor der deutschen Wiedervereinigung war eine 1-2-7-17-Struktur mit 27 Ligen/Staffeln üblich. Seit der umfassenden Spielklassenreform im Jahr 2010 mit der Schaffung der 3. Liga in vier Staffeln und der Zusammenlegung weiterer Oberligen wurde die Struktur auf 1-1-4-12 gestrafft. Nur noch sieben Landesverbände unterhalten derzeit eine alleinige Oberliga. Mit der Zusammenlegung der Oberligen Niederrhein und Mittelrhein wird diese Zahl zur Saison 2016/17 auf fünf sinken. Nur noch die Verbände Westfalen, Niedersachsen, Hessen, Bayern und der Bremer HV, dessen Oberliga allerdings bereits seit 1965 die Vereine aus den westlichen Bezirken des HV Niedersachsen zugeteilt sind (Nordseeliga), werden dann noch eine allein verantwortete Oberliga haben. Den fünften Level bilden zurzeit insgesamt 28 Ligen/Staffeln der Landesverbände. (Zum Vergleich: Im Fußball bilden 22 Ligen die obersten fünf Spielklassen (1-1-1-5-14)).

## Geschichte

Logo der Handball-Bundesliga bis 2007

Die Bundesliga wurde mit der Saison 1966/67 in zwei Staffeln eingeführt. In der zweigleisigen Zeit bildeten grundsätzlich die Vereine der Regionalverbände Nord und West die Staffel Nord, Vertreter der Verbände Südwest und Süd die Staffel Süd. (Nur) Berliner Vereine konnten beiden Staffeln zugeteilt werden. In den ersten drei Jahren spielten die Staffelsieger in einem Finale den Deutschen Meister aus. Ab 1969/70 gab es eine Endrunde mit Halbfinale und Endspiel. Das Finale 1970 wurde wegen der schon im Januar des Jahres stattfindenden Weltmeisterschaft bereits am 2. Januar 1970 ausgetragen, die Ligaspiele hatten bereits im November 1969 geendet. Mit dem VfL Gummersbach, Grün-Weiß Dankersen, TuS Wellinghofen und der SG Leutershausen spielten vier Vereine alle elf zweigleisigen Spielzeiten in der Bundesliga. Von diesen verpasste der TuS Wellinghofen 1977 nur aufgrund der durch den Staffelrivalen TuS Derschlag eingeleiteten Protestwelle mit mehreren Annullierungen und Wiederholungsspielen (von denen die Wellinghofer tragischerweise gar nicht selbst betroffen waren) die Qualifikation für die eingleisige Bundesliga und schaffte in der Folgezeit niemals mehr den Aufstieg dorthin. Mit sechs Meistertiteln, neun Finalteilnahmen (immer außer 1971 und 1977) sowie einem Punkteschnitt von über 80 % (281 von 340 möglichen Punkten geholt) ist der VfL Gummersbach der mit Abstand erfolgreichste Club der zweigleisigen Zeit. Insgesamt 41 Vereine spielten von 1966 bis 1977 in der zweigleisigen Bundesliga, davon die Reinickendorfer Füchse als einziger Verein in beiden Staffeln.
1977 wurde die eingleisige Handball-Bundesliga eingeführt. Dabei haben nur der THW Kiel und der VfL Gummersbach, bis zur Saison 2018/19, alle Spielzeiten absolviert. Diese zwei Vereine teilen sich auch 24 der seither vergeben Meistertitel. Erfolgreichster Verein in dieser Zeit war der THW Kiel, der 19 seiner 22 Meisterschaften in der eingleisigen Bundesliga holte, die letzte im Jahre 2021. Gummersbach errang fünf seiner insgesamt zwölf Meistertitel in dieser Zeit, den letzten 1991. Dieser Titelgewinn markiert gleichzeitig das Ende einer Ära, denn von 1978 bis zur Saison 1990/91 gelang es mit Gummersbach, Großwallstadt und TUSEM Essen nur drei Mannschaften, den Meistertitel in der eingleisigen Bundesliga zu gewinnen. Seither jedoch gelang es keinem dieser drei bis dahin dominanten Vereine mehr, Meister oder Vizemeister zu werden.
Nach einer „Übergangsphase“, in der 1992 und 1993 die SG Wallau/Massenheim den Titel holte, begann mit der Saison 1993/94 eine Phase der Dominanz des Quartetts aus THW Kiel, SG Flensburg-Handewitt, TBV Lemgo und SC Magdeburg. In den zwölf aufeinander folgenden Spielzeiten von 1994/95 bis 2005/06 standen am Saisonende immer mindestens drei dieser vier Mannschaften auf den ersten vier Plätzen, viermal sogar alle vier. Die Meistertitel nach 1993 verteilen sich bis 2010 ebenfalls ausschließlich auf diese vier Vereine, wobei Kiel vierzehnmal den Titel gewann, Lemgo zweimal (1997 und 2003), Magdeburg (2001) und Flensburg (2004) je einmal. Erst 2011 wurde mit dem HSV Hamburg ein anderer Verein deutscher Meister.
Insgesamt spielten bisher 95 verschiedene Vereine und Spielgemeinschaften in der Bundesliga, davon 77 in der eingleisigen Zeit. Von den Vereinen, die seit mindestens 25 Spielzeiten in der Bundesliga spielen, sind die HSG Wetzlar (seit 1998), der SC Magdeburg (seit 1991) und der TBV Lemgo (seit 1983) noch nie aus der Bundesliga abgestiegen. Der SC Magdeburg spielte seit 1956 bis zum Ende 1991 in der DDR-Oberliga, also nunmehr seit 63 Jahren ununterbrochen in seiner jeweils höchsten Spielklasse.
In der Saison 1991/92 spielte die Handball-Bundesliga wegen der Wiedervereinigung in zwei Staffeln. Von 1990 bis 1992 wurden Play-off-Spiele um die Meisterschaft ausgetragen.
In der Saison 2014/15 spielten das erste Mal 19 statt 18 Mannschaften im Handball-Oberhaus, da der HSV Hamburg erst in letzter Instanz die Lizenz erhielt und der HBW Balingen-Weilstetten zu diesem Zeitpunkt schon rechtlich im Oberhaus verblieb. Dieses wurde durch einen zusätzlichen Absteiger kompensiert, so dass die Liga wieder mit 18 Vereinen in die Spielzeit 2015/16 startete; die 2. Bundesliga umfasste dafür in dieser Saison 21 statt 20 Mannschaften.

## Aktuelle Saison
In der Saison 2025/26 spielen die folgenden 18 Vereine in der 1. Bundesliga:
- Füchse Berlin (Titelverteidiger)
- SC Magdeburg
- SG Flensburg-Handewitt
- THW Kiel
- MT Melsungen
- VfL Gummersbach
- TSV Hannover-Burgdorf
- SC DHfK Leipzig
- Handball Sport Verein Hamburg
- TBV Lemgo Lippe
- TVB 1898 Stuttgart
- Rhein-Neckar Löwen
- HSG Wetzlar
- ThSV Eisenach
- Frisch Auf Göppingen
- HC Erlangen
- Bergischer HC (Aufsteiger)
- GWD Minden (Aufsteiger)

## Namenssponsoring
Am 21. August 2007 wurde mit dem Automobilhersteller Toyota erstmals ein Namenssponsor für die 1. Bundesliga präsentiert. Ab der Saison 2007/08 hieß die Handball-Bundesliga nun offiziell „Toyota Handball-Bundesliga“ und erhielt inklusive Medialeistungen rund 2,3 Millionen Euro pro Spielzeit. Der Vertrag galt zunächst für zwei Jahre und soll jedem der 18 Erstligisten rund 55.000 Euro in die Kassen gespült haben. Ab der Saison 2012/13 trat die Deutsche Kreditbank als Namenssponsor auf, nachdem Toyota den Vertrag nicht verlängerte, so dass die Liga in „DKB Handball-Bundesliga“ umbenannt wurde. Der Vertrag lief drei Jahre und wurde für die Spielzeiten 2016 bis 2019 verlängert. Ab der Saison 2019/20 war Liqui Moly der Namenssponsor der „Liqui Moly Handball-Bundesliga“. Der Vertrag lief drei Jahre, zudem bestand eine Option auf zwei weitere Jahre. Nach diesen fünf Jahren wurde der Vertrag nicht mehr verlängert und das Unternehmen Daikin folgt ab der Saison 2024/25 als neuer Sponsor. Der Vertrag für die „Daikin Handball-Bundesliga“ läuft über zwei Jahre bis zum 30. Juni 2026 mit der Option auf drei weitere Jahre.

## Statistiken

### Deutsche Meister seit 1950
Die Meistertitel des Berliner SV 1892 beim Turnier 1948 und des RSV Mülheim bei der Endrunde 1949 wurden vor der Gründung des Deutschen Handballbundes 1949 gewonnen. Diese Zonenmeisterschaften sind vom DHB nicht anerkannt und gelten heute als inoffizielle Meisterschaften.
| THW Kiel               | 23 | 1957, 1962, 1963, 1994, 1995, 1996, 1998, 1999, 2000, 2002, 2005, 2006, 2007, 2008, 2009, 2010, 2012, 2013, 2014, 2015, 2020, 2021, 2023 |
| VfL Gummersbach        | 12 | 1966, 1967, 1969, 1973, 1974, 1975, 1976, 1982, 1983, 1985, 1988, 1991                                                                   |
| Frisch Auf Göppingen   | 09 | 1954, 1955, 1958, 1959, 1960, 1961, 1965, 1970, 1972                                                                                     |
| TV Großwallstadt       | 06 | 1978, 1979, 1980, 1981, 1984, 1990 |
| SV Polizei Hamburg     | 04 | 1950, 1951, 1952, 1953 |
| SG Flensburg-Handewitt | 03 | 2004, 2018, 2019 |
| TUSEM Essen            | 03 | 1986, 1987, 1989 |
| SC Magdeburg           | 03 | 2001, 2022, 2024 |
| Rhein-Neckar Löwen     | 02 | 2016, 2017 |
| TBV Lemgo              | 02 | 1997, 2003 |
| SG Wallau/Massenheim   | 02 | 1992, 1993 |
| GWD Minden             | 02 | 1971, 1977 |
| Berliner SV 1892*      | 02 | 1956, 1964 |
| Füchse Berlin          | 01 | 2025 |
| HSV Hamburg            | 01 | 2011 |
| SG Leutershausen       | 01 | 1968 |

### Saisonüberblick seit Einführung der Bundesliga
| Saison  | Meister                | Meistertrainer               | Pokalsieger            | Torjäger                                              | Zuschauerschnitt |
| ------- | ---------------------- | ---------------------------- | ---------------------- | ----------------------------------------------------- | ---------------- |
| 1966/67 | VfL Gummersbach        | Horst Dreischang (1)         | nicht ausgetragen      | Hansi Schmidt (91/26)                                 | 1.140            |
| 1967/68 | SG Leutershausen       | Bernhard Kuchenbecker (1)    | nicht ausgetragen      | Hansi Schmidt (94/13)                                 | 1.210            |
| 1968/69 | VfL Gummersbach        | Horst Dreischang (2)         | nicht ausgetragen      | Hansi Schmidt (107/24)                                | 1.290            |
| 1969/70 | Frisch Auf Göppingen   | Bernhard Kempa (1)           | nicht ausgetragen      | Hansi Schmidt (94/20)                                 | 1.170            |
| 1970/71 | Grün-Weiß Dankersen    | Friedrich Spannuth (1)       | nicht ausgetragen      | Hansi Schmidt (89/15)                                 | 2.060            |
| 1971/72 | Frisch Auf Göppingen   | Edmund Meister (1)           | nicht ausgetragen      | Josef Karrer (97/27)                                  | 2.090            |
| 1972/73 | VfL Gummersbach        | Djordje Vucinić (1)          | nicht ausgetragen      | Rolf Harjes (98/34)                                   |                  |
| 1973/74 | VfL Gummersbach        | Heiner Frohwein (1)          | nicht ausgetragen      | Peter Pickel (114/42)                                 |                  |
| 1974/75 | VfL Gummersbach        | Victor Chița (1)             | Grün-Weiß Dankersen    | Simon Schobel (112/48)                                |                  |
| 1975/76 | VfL Gummersbach        | Rolf Jaeger (1)              | Grün-Weiß Dankersen    | Đorđe Lavrnić (96/34)                                 |                  |
| 1976/77 | Grün-Weiß Dankersen    | Vitomir Arsenijević (1)      | VfL Gummersbach        | Đorđe Lavrnić (105/42)                                |                  |
| 1977/78 | TV Großwallstadt       | Klaus Zöll (1)               | VfL Gummersbach        | Đorđe Lavrnić (173/98)                                | 2.039            |
| 1978/79 | TV Großwallstadt       | Klaus Zöll (2)               | Grün-Weiß Dankersen    | Arno Ehret (152/53)                                   | 2.039            |
| 1979/80 | TV Großwallstadt       | Rüdiger Schmacke (1)         | TV Großwallstadt       | Predrag Timko (178/97)                                | 2.230            |
| 1980/81 | TV Großwallstadt       | Klaus Zöll (3)               | TuS Nettelstedt        | Arno Ehret (173/68)                                   | 2.032            |
| 1981/82 | VfL Gummersbach        | Petre Ivănescu (1)           | VfL Gummersbach        | Erhard Wunderlich (214/91)                            | 2.087            |
| 1982/83 | VfL Gummersbach        | Petre Ivănescu (2)           | VfL Gummersbach        | Erhard Wunderlich (182/60)                            | 2.298            |
| 1983/84 | TV Großwallstadt       | Karl-Heinz Bergsträßer (1)   | TV Großwallstadt       | Zdravko Miljak (188/61)                               | 2.300            |
| 1984/85 | VfL Gummersbach        | Klaus Brand (1)              | VfL Gummersbach        | Siggi Sveinsson (191/81)                              | 2.258            |
| 1985/86 | TUSEM Essen            | Petre Ivănescu (3)           | MTSV Schwabing         | Jerzy Klempel (233/59)                                | 2.383            |
| 1986/87 | TUSEM Essen            | Jóhann Ingi Gunnarsson (1)   | TV Großwallstadt       | Jerzy Klempel (239/77)                                | 2.365            |
| 1987/88 | VfL Gummersbach        | Heiner Brand (1)             | TUSEM Essen            | Jerzy Klempel (198/86)                                | 2.331            |
| 1988/89 | TUSEM Essen            | Hans-Dieter Schmitz (1)      | TV Großwallstadt       | Zbigniew Tłuczyński (172/72)                          | 2.400            |
| 1989/90 | TV Großwallstadt       | Peter Meisinger (1)          | TSV Milbertshofen      | Andreas Dörhöfer (178/78)                             | 2.500            |
| 1990/91 | VfL Gummersbach        | Heiner Brand (2)             | TUSEM Essen            | Jochen Fraatz (207/57)                                | 2.550            |
| 1991/92 | SG Wallau/Massenheim   | Velimir Kljaić (1)           | TUSEM Essen            | Jochen Fraatz (212/79)                                | 1.922            |
| 1992/93 | SG Wallau/Massenheim   | Heiner Brand (3)             | SG Wallau/Massenheim   | Andreas Dörhöfer (212/82)                             | 2.323            |
| 1993/94 | THW Kiel               | Zvonimir Serdarušić (1)      | SG Wallau/Massenheim   | Peter Gerfen (224/79)                                 | 2.225            |
| 1994/95 | THW Kiel               | Zvonimir Serdarušić (2)      | TBV Lemgo              | Marek Kordowiecki (199/88)                            | 2.377            |
| 1995/96 | THW Kiel               | Zvonimir Serdarušić (3)      | SC Magdeburg           | Martin Schwalb (230/102)                              | 2.507            |
| 1996/97 | TBV Lemgo              | Juri Schewzow (1)            | TBV Lemgo              | Yoon Kyung-shin (209/41)                              | 2.718            |
| 1997/98 | THW Kiel               | Zvonimir Serdarušić (4)      | THW Kiel               | Stéphane Stoecklin (207/52), Yoon Kyung-shin (207/53) | 3.069            |
| 1998/99 | THW Kiel               | Zvonimir Serdarušić (5)      | THW Kiel               | Yoon Kyung-shin (228/27)                              | 2.983            |
| 1999/00 | THW Kiel               | Zvonimir Serdarušić (6)      | THW Kiel               | Yoon Kyung-shin (256/26)                              | 2.748            |
| 2000/01 | SC Magdeburg           | Alfreð Gíslason (1)          | VfL Bad Schwartau      | Yoon Kyung-shin (324/76)                              | 2.542            |
| 2001/02 | THW Kiel               | Zvonimir Serdarušić (7)      | TBV Lemgo              | Yoon Kyung-shin (263/59)                              | 3.305            |
| 2002/03 | TBV Lemgo              | Volker Mudrow (1)            | SG Flensburg-Handewitt | Lars Christiansen (289/121)                           | 3.651            |
| 2003/04 | SG Flensburg-Handewitt | Kent-Harry Andersson (1)     | SG Flensburg-Handewitt | Yoon Kyung-shin (261/85)                              | 3.921            |
| 2004/05 | THW Kiel               | Zvonimir Serdarušić (8)      | SG Flensburg-Handewitt | Lars Christiansen (258/100)                           | 4.141            |
| 2005/06 | THW Kiel               | Zvonimir Serdarušić (9)      | HSV Hamburg            | Guðjón Valur Sigurðsson (264/69)                      | 4.575            |
| 2006/07 | THW Kiel               | Zvonimir Serdarušić (10)     | THW Kiel               | Yoon Kyung-shin (209/80)                              | 4.585            |
| 2007/08 | THW Kiel               | Zvonimir Serdarušić (11)     | THW Kiel               | Konrad Wilczynski (237/128)                           | 4.863            |
| 2008/09 | THW Kiel               | Alfreð Gíslason (2)          | THW Kiel               | Savas Karipidis (282/116)                             | 4.802            |
| 2009/10 | THW Kiel               | Alfreð Gíslason (3)          | HSV Hamburg            | Hans Lindberg (251/132)                               | 4.718            |
| 2010/11 | HSV Hamburg            | Martin Schwalb (1)           | THW Kiel               | Anders Eggert (248/132)                               | 4.694            |
| 2011/12 | THW Kiel               | Alfreð Gíslason (4)          | THW Kiel               | Uwe Gensheimer (247/84)                               | 4.541            |
| 2012/13 | THW Kiel               | Alfreð Gíslason (5)          | THW Kiel               | Hans Lindberg (235/99)                                | 4.540            |
| 2013/14 | THW Kiel               | Alfreð Gíslason (6)          | Füchse Berlin          | Marko Vujin (248/66)                                  | 4.627            |
| 2014/15 | THW Kiel               | Alfreð Gíslason (7)          | SG Flensburg-Handewitt | Robert Weber (271/99)                                 | 4.591            |
| 2015/16 | Rhein-Neckar Löwen     | Nikolaj Bredahl Jacobsen (1) | SC Magdeburg           | Petar Nenadić (229/63)                                | 4.967            |
| 2016/17 | Rhein-Neckar Löwen     | Nikolaj Bredahl Jacobsen (2) | THW Kiel               | Philipp Weber (224/66)                                | 4.884            |
| 2017/18 | SG Flensburg-Handewitt | Maik Machulla (1)            | Rhein-Neckar Löwen     | Casper Ulrich Mortensen (230/98)                      | 4.673            |
| 2018/19 | SG Flensburg-Handewitt | Maik Machulla (2)            | THW Kiel               | Matthias Musche (256/97)                              | 4.806            |
| 2019/20 | THW Kiel               | Filip Jícha (1)              | TBV Lemgo              | Bjarki Már Elísson (216/72)                           | 4.878            |
| 2020/21 | THW Kiel               | Filip Jícha (2)              | nicht ausgetragen      | Ómar Ingi Magnússon (274/134)                         | 0234*            |
| 2021/22 | SC Magdeburg           | Bennet Wiegert (1)           | THW Kiel               | Hans Lindberg (242/124)                               | 3.116            |
| 2022/23 | THW Kiel               | Filip Jícha (3)              | Rhein-Neckar Löwen     | Casper Ulrich Mortensen (234/72)                      | 4.858            |
| 2023/24 | SC Magdeburg           | Bennet Wiegert (2)           | SC Magdeburg           | Manuel Zehnder (277/91)                               | 5.216            |
| 2024/25 | Füchse Berlin          | Jaron Siewert (1)            | THW Kiel               | Marko Grgić (301/85)                                  | 5.525            |
| 2025/26 |                        |                              |                        |                                                       |                  |

- Anmerkung: In der Saison 2020/21 waren auf Grund der COVID-19-Pandemie bei den meisten Heimspielen Zuschauer ausgeschlossen.

### Rekordspieler
Stand: Saisonende 2024/25, in der Bundesliga-Saison 2024/25 aktive Spieler sind fett markiert, Torhüter kursiv:
| Rang | Spieler             | Spiele | Vereine | Zeitraum           |
| ---- | ------------------- | ------ | --- | ------------------ |
| 1    | Carsten Lichtlein   | 720    | TV Großwallstadt, TBV Lemgo, VfL Gummersbach, HC Erlangen, GWD Minden, MT Melsungen                          | 2000–2022, 2025    |
| 2    | Silvio Heinevetter  | 659    | SC Magdeburg, Füchse Berlin, MT Melsungen, TVB Stuttgart, ThSV Eisenach                                      | 2005–              |
| 3    | Johannes Bitter     | 657    | Wilhelmshavener HV, SC Magdeburg, HSV Hamburg, TVB 1898 Stuttgart, Handball Sport Verein Hamburg             | 2002–2024          |
| 4    | Jan Holpert         | 614    | TSV Milbertshofen, SG Flensburg-Handewitt                                                                    | 1986–2007          |
| 5    | Henning Fritz       | 594    | SC Magdeburg, THW Kiel, Rhein-Neckar Löwen, SG Flensburg-Handewitt                                           | 1992–2012, 2020/21 |
| 6    | Volker Zerbe        | 593    | TBV Lemgo | 1986–2006          |
| 7    | Christian Schwarzer | 588    | VfL Fredenbeck, TV Niederwürzbach, TBV Lemgo, Rhein-Neckar Löwen                                             | 1988–2009          |
| 8    | Stefan Hecker       | 571    | TuSEM Essen, VfL Gummersbach                                                                                 | 1979–2004          |
| 9    | Mattias Andersson   | 569    | THW Kiel, TV Großwallstadt, SG Flensburg-Handewitt                                                           | 2001–2018, 2020/21 |
| 10   | Michael Haaß        | 552    | TuSEM Essen, HSG Düsseldorf, Rhein-Neckar Löwen, GWD Minden, Frisch Auf Göppingen, SC Magdeburg, HC Erlangen | 2000–2020          |
| 11   | Patrick Groetzki    | 549    | Rhein-Neckar Löwen                                                                                           | 2007–              |
| 12   | Holger Glandorf     | 543    | HSG Nordhorn, TBV Lemgo, SG Flensburg-Handewitt                                                              | 2001–2020          |
| 13   | Kai Häfner          | 530    | TV Bittenfeld, Frisch Auf Göppingen, HBW Balingen-Weilstetten, TSV Hannover-Burgdorf, MT Melsungen           | 2007–              |
| 14   | Alexander Petersson | 522    | HSG Düsseldorf, TV Großwallstadt, SG Flensburg-Handewitt, Füchse Berlin, Rhein-Neckar Löwen, MT Melsungen    | 2004–2022          |
| 14   | Andreas Thiel       | 522    | VfL Gummersbach, TSV Bayer Dormagen                                                                          | 1979–2000          |
| 16   | Marcus Rominger     | 518    | SG Leutershausen, SG Wallau/Massenheim, TV Großwallstadt, Rhein-Neckar Löwen                                 | 1993–2011          |
| 17   | Tim Kneule          | 512    | Frisch Auf Göppingen                                                                                         | 2006–2024          |
| 18   | Thomas Knorr        | 504    | VfL Bad Schwartau, THW Kiel, SG Flensburg-Handewitt, HSV Hamburg, SC Magdeburg                               | 1990–2007, 2013/14 |
| 19   | Hans Lindberg       | 500    | HSV Hamburg, Füchse Berlin                                                                                   | 2007–2024          |

### Rekordspiele
- Der höchste Sieg resultiert aus dem Spiel vom 4. März 2008, in dem der HSV Handball den Wilhelmshavener HV mit 44:17 schlug.[15]
- Das torreichste Spiel war mit 88 Toren die Partie am 20. Dezember 2005 zwischen dem THW Kiel und dem SC Magdeburg. Sie endete 54:34.[16]
- Das Spiel mit den meisten Zuschauern fand am 6. September 2014 vor 44.189 Zuschauer Zuschauern im Waldstadion in Frankfurt am Main statt. Die Begegnung Rhein-Neckar Löwen – HSV Hamburg endete mit 28:26.[17]

## Medien
Seit der Saison 2023/2024 wird die Handball-Bundesliga vom Sender Dyn übertragen.